# Galang Tinggi (Banyuasin III)
Galang Tinggi is een bestuurslaag in het regentschap Banyuasin van de provincie Zuid-Sumatra, Indonesië. Galang Tinggi telt 2536 inwoners (volkstelling 2010).